# Digital Economy Act 2010
Digital Economy Act 2010 — закон Парламента Великобритании, регулирующий отношения в области цифрового медиа-вещания. Принят королевской санкцией 8 апреля 2010 года.

## Содержание акта

### Онлайн нарушение авторских прав
Положения этого закона, по сравнению с законом о нарушении авторского права, уже признаны спорными. Он устанавливает новую систему законов, которая в первую очередь призвана упростить процедуру выявления и наказания постоянных нарушителей, и, как минимум через год, разрешить введение «технических мер» по снижению качества или потенциального ограничения интернет — соединения этих нарушителей. Также этот закон создает новую судебную процедуру по обработке апелляций.
Новый процесс, который вступит в силу, когда регулирующий кодекс Офкома (Управления связи Великобритании) будет одобрен Парламентом, начнется с составления правообладателями списка IP-адресов, с которых, по их мнению, происходят регулярные нарушения авторских прав. Затем эти IP-адреса передадут соответствующему провайдеру (в законе они названы провайдером Ip-адреса) вместе с отчётом о нарушении авторского права.
Провайдер должен будет уведомить пользователя о нарушении и последствиях нарушений. А затем послать в Офком отчёт о нарушении и отчёт об уведомлении пользователя, если пользователь продолжил нарушения.
Следующим шагом в рассмотрении нарушений будет запрос к провайдеру от правообладателя предоставить список всех нарушителей. Этот список содержит анонимное перечисление всех пользователей, которые достигли «пороговой величины» в кодексе Офкома, с отметкой о нарушении. Правообладатель затем может обратиться в суд за получением судебного ордера на идентификацию пользователя и с этой информацией возбудить обычный судебный процесс о нарушении его авторских прав.

#### Апелляции
Закон требует проведения независимого апелляционного процесса, покрывая все сферы, которые затронуты в отчёте о правонарушениях. Эти дела рассматриваются головным органом Офкома или, если уже были приняты технические меры, Высшим Органом Правосудия.
В отличие от обычных апелляций, здесь пользователь считается невиновным, пока его вина не доказана: закон гласит, что обвинение по любому поводу должно рассматриваться в пользу пользователя, пока правообладатель или провайдер не докажут, что нарушение является именно нарушением авторских прав и что в отчёте о нарушении содержится IP-адрес пользователя точь-в-точь в момент нарушения. Апелляция также будет удовлетворена, если пользователь сможет любым способом доказать, что правообладатель или провайдер не соблюли кодекс Офкома.

#### Технические меры
После того, как кодекс Офкома будет действовать более года, госсекретарь Великобритании сможет обязать провайдеров принимать технические меры в отношении пользователей, которые получили уведомление о пороговом нарушении авторских прав. Эти меры могут ограничивать доступ в Интернет любым способом, включая полное его отключение. В отличие от других областей, затронутых в Законе, кодекс Офкома не определяет какими будут эти меры (хотя они полностью отвечают за их исполнение): всё решает госсекретарь, лишь принимая во внимание рекомендации Офкома.
При этом обе палаты парламента должны подтвердить решение госсекретаря прежде, чем это решение вступит в силу.
Примечательно, что закон не предусматривает прекращения создания списка нарушителей после введения технических мер (таким образом в особо тяжёлых случаях, Офком может одновременно подать на пользователя в суд и потребовать от провайдера отключения доступа в Интернет).

#### Кодекс Офкома
Бо́льшая часть положений о правонарушениях не определены в законе, но упомянуты в серии регулирующих кодексов Офкома. Закон определяет лишь пределы, в которых эти кодексы могут иметь силу.
Офком выпустил консультационный проект кодекса исходных обязательств 28 мая 2010 года. В нём предусмотрено множество деталей, таких как стандарты доказательств, необходимых для обоснования обвинения (IP-адрес должен соответствовать пользовательскому, IP-адрес не был переопределен во время близкое ко времени нарушения, и др.) и количество отчётов и предупреждающих писем, необходимых для принятия каких-либо мер. Также кодекс содержит примеры предупреждающих писем и определяет, что только крупнейшие провайдеры Великобритании будут обязаны отвечать на отчёты о правонарушениях.
Закон также предусматривает создание Офкомом каждые три месяца отчётов о работе, в которых обязан изложить уровень правонарушений в стране, а ежегодно предоставлять общий отчёт годовой активности.